# Boletus aereus
Svartbrun stensopp (Boletus aereus) är en svampart som beskrevs av Bull. 1789. Boletus aereus ingår i släktet rörsoppar och familjen Boletaceae.  Arten är reproducerande i Sverige. Inga underarter finns listade i Catalogue of Life. På svenska har namnet "svartbrun stensopp" använts, men något officiellt svenskt namn har arten inte.
Svartbrun stensopp förekommer främst i medelhavsområdet, där den är en uppskattad matsvamp. I Italien är den känd som "porcino nero". Den förekommer mycket sällsynt i Sverige, men förekommer inte sällan i samband med torgförsäljning av svamp.